# Johann Friedrich Wilberg

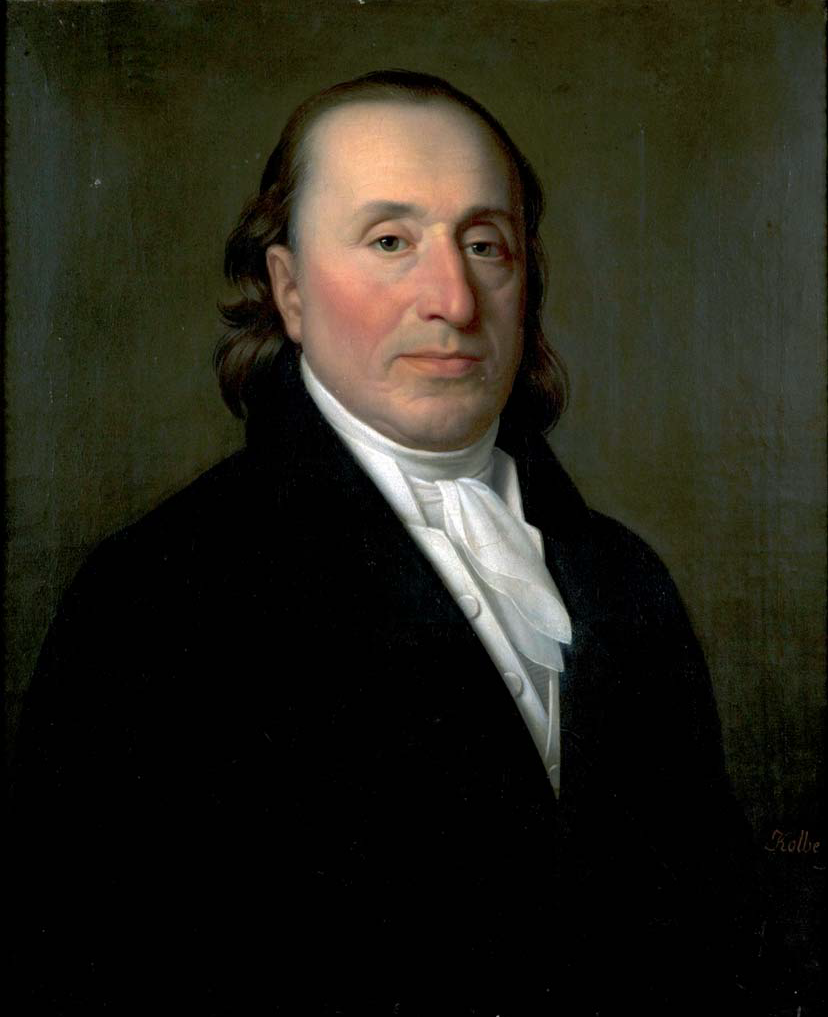
Johann Friedrich Wilberg, um 1820 gemalt von Heinrich Christoph Kolbe

Johann Friedrich Wilhelm Wilberg (* 5. November 1766 in Ziesar, Herzogtum Magdeburg; † 17. Dezember 1846 in Bonn, Rheinprovinz) war ein deutscher Pädagoge. Als Schullehrer war er ein bedeutender Vertreter der Pädagogik der Aufklärung. Als Leiter einer Armenschule und einer Höheren Bürgerschule sowie als Schulinspektor wirkte er viele Jahre in Elberfeld, einem heutigen Stadtteil von Wuppertal.

## Leben
Johann Friedrich Wilberg kam als Sohn des Unterbeamten Sebastian Friedrich Wilberg († 1778), der im Siebenjährigen Krieg zum Invaliden geworden war, und dessen Ehefrau Anna Sophia, geborene Duschkrin, aus ärmlichen Verhältnissen. Er wuchs im lutherischen Haushalt des Großvaters auf, eines Küsters, Kantors und Lehrers in Karow bei Jerichow. Als der Vater 1778 eine Stelle am „königlichen Baukomptoir“ in Potsdam erhalten hatte, nahm er seinen Sohn zu sich. Doch bald darauf starb der Vater, und so kam Wilberg in den Haushalt des Onkels, der Wilbergs Großvater auf der Lehrerstelle in Karow gefolgt war. Diesen unterstützte er in der Schule und begann 1781 eine Lehre bei einem Schneidermeister in Brandenburg an der Havel. Bis 1789 arbeitete er danach als Schneidergeselle, während er in seiner freien Zeit seinen geistigen Interessen nachging und viel las.
Nachdem ein Versuch, eine Freistelle für ein Studium an der Schule der Franckesche Stiftungen in Halle zu bekommen, fehlgeschlagen war, konnte er durch Vermittlung eines Pfarrers eine Ausbildung an der aufklärerischen Inhalten verpflichteten Schule von Friedrich Eberhard von Rochows in Reckahn finden. Anschließend absolvierte er das Lehrerseminar in Berlin und ging Ende 1790 als Lehrer an die im Februar 1791 eröffnete koedukative Musterschule von Philipp von der Recke von Volmerstein, eines Neffen von Rochows, auf dessen Gut Overdyk in Hamme bei Bochum in der Grafschaft Mark, wo Wilberg eine der seltenen königlichen „Gnadenschulstellen“ mit einem Beitrag des Königs zum Lehrergehalt erhielt. 1797 heiratete er Johanna Lumberg (1772–1835), die Tochter eines Landwirts, mit der er in 38-jähriger Ehe vier Kinder hatte, darunter Friedrich Wilhelm Wilberg (1798–1852), später Gymnasialdirektor in Essen, und Johanna Theodora Wilberg (1800–1855), ab 1821 Ehefrau des Elberfelder Kaufmanns Carl Hecker.
Auf dem Gut von der Reckes arbeitete Wilberg bis 1802. Unterstützt wurde er von seinem Dienstherrn und dessen „Gesellschaft der Freunde der Lehrer und Kinder in der Grafschaft Mark“, die eine allgemeine Reform der Landschulen in Gang bringen wollte und Wilbergs Schule als Nukleus einer umfassenderen Neuordnung des Schulwesens im Sinne zeitgenössischer Reformpädagogik verstand. Wilberg begann in Hamme auch mit der Einrichtung eines privaten Lehrerseminars. Bauern, die ihre Kinder auf die Schule schickten, begegneten dem rationalistischen Lehrplan der Schule allerdings zunächst mit gewissem Misstrauen. Durch Einführung eines „Industrieunterrichts“, bei dem die Schüler praktische Arbeiten verrichteten, beispielsweise während des Unterrichts strickten, und durch ihre verkäuflichen Produkte – etwa Strümpfe, Handschuhe, Mützen – die Unterhaltskosten der Schule senkten, konnte Wilberg Vorbehalte ausräumen.
1802 wurde Wilberg von Jakob Aders als Inspektor des neuen städtischen Armenhauses nach Elberfeld berufen. Mit dem Armenhaus war eine Elementarschule verbunden, deren Leitung Wilberg ebenfalls übernahm. Nach weiteren zwei Jahren beriefen ihn wohlhabende Bürger der Stadt, die mit den Leistungen der örtlichen Lateinschule unzufrieden waren, zum Leiter ihrer neuen „Privat-Lehranstalt für die Kinder aus den höheren Ständen“, wo anstatt Latein und Griechisch moderne Fremdsprachen, kaufmännisches Rechnen und die „Realien“ gelehrt wurden. Das Schulgeld war beträchtlich, so dass die Kinder aus den gehobenen Familien des Bürgertums unter sich blieben. Seine neue Leitungsaufgabe für die Höhere Bürgerschule versah Wilberg zusätzlich zur Armenhausleitung.
1806 begann er, an Samstagnachmittagen „Unterhaltungen“ abhalten. Zu diesen Veranstaltungen wurden alle Lehrer der Stadt und ihrer Umgebung eingeladen, zuerst in sein Haus, später in die lutherische Pfarrschule. In 28 Jahren bildeten die „Unterhaltungen“ ein hilfreiches Forum gegenseitigen Austausches zwischen Angehörigen eines Berufs, dessen gesellschaftliches Ansehen gering, dessen Angehörige oft von materieller Not gezeichnet und dessen Arbeit von Vereinzelung bestimmt war. Vielen Lehrern vermittelten sie häufig die ersten didaktischen und methodischen Kenntnisse, trugen zur Selbstverständigung und zur Ausbildung ihres Standesbewusstseins bei und machten ihnen die Bedeutung ihrer Arbeit bewusst. Zwischen 1818 und 1820 nahm auch Adolph Diesterweg, der spätere Direktor der Lehrerseminare in Moers und Berlin, an den Treffen teil. Dessen Bruder, der Mathematiker Wilhelm Adolf Diesterweg, hatte Wilberg 1817 für einen Aufsatz über „unmittelbare Denkübungen“ den Erwerb eines akademischen Titels (Dr. phil. bzw. Magister) der Universität Tübingen vermittelt.
1814 bestellte ihn der bergische Schulrat, der beim Generalgouvernement Berg gebildet worden war, zum „Schulpfleger“ der protestantischen Schulen im Bezirk Elberfeld. Dieses Ehrenamt, das Aufgaben der Schulaufsicht beinhaltete, übte andernorts der örtliche Pfarrer aus. Als 1829 das Schulwesen in Elberfeld umgestaltet wurde und in diesem Zuge die von Wilberg geleitete Privatschule zugunsten der zu gründenden Höheren Bürger- und Realschule Elberfeld aufgegeben werden sollte, erhielt Wilberg durch Vermittlung des Düsseldorfer Konsistorial- und Schulrats Karl Wilhelm Kortüm neben der Zusage einer finanziellen Entschädigung aus der Kasse der neuen Schule die Aufgaben eines städtischen Schulinspektors zugewiesen, ein Amt, das er bis 1837 ausübte. 

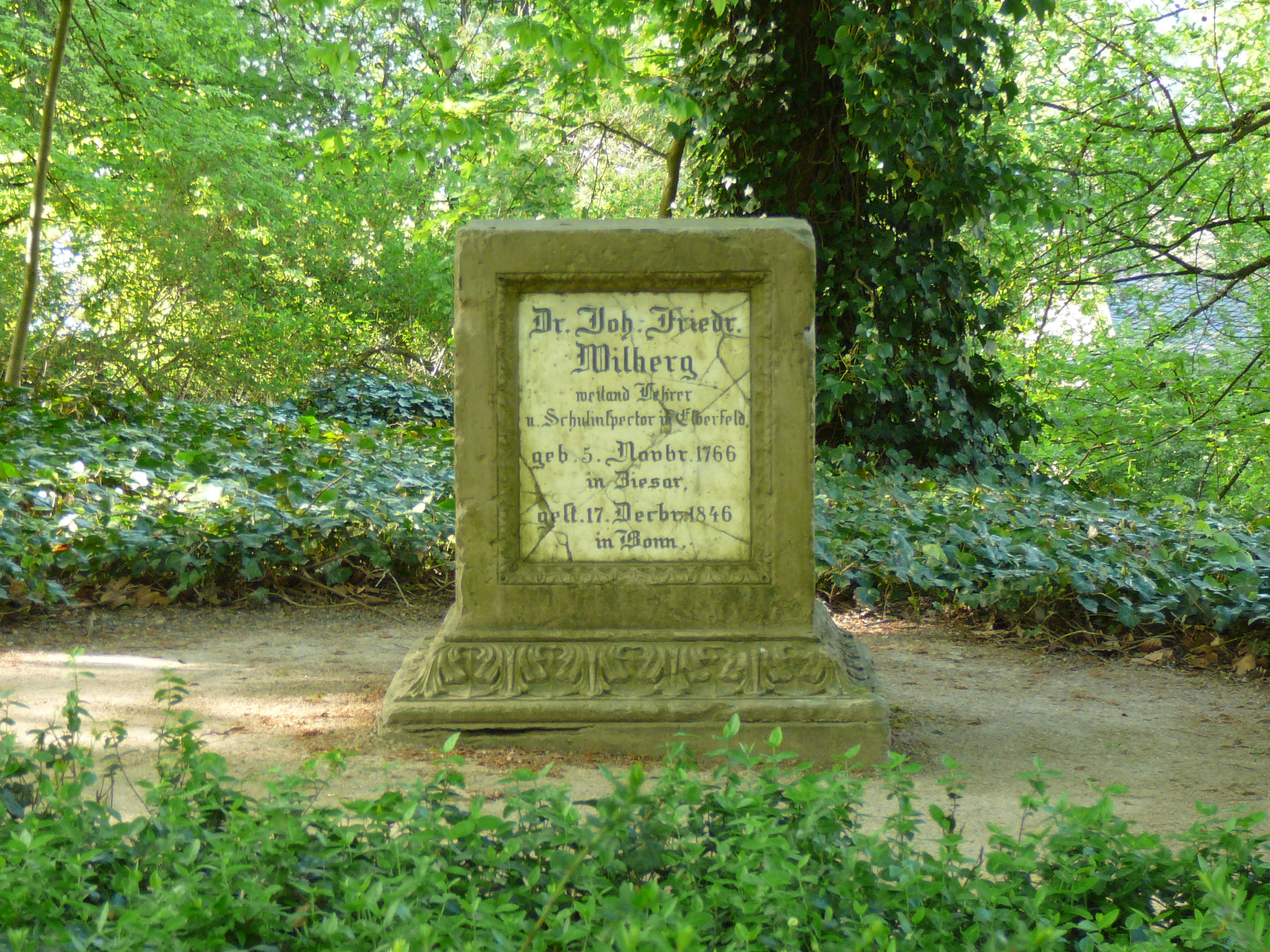
Wilberg-Denkmal in Wuppertal-Hardt

Aufgrund seiner Verwurzelung im Pietismus und im Glauben an die Prädestination war Wilberg ein Gegner der Revolution. Ganz im Sinne des zeitgenössischen Borussianismus und Nationalprotestantismus sah er den preußischen Staat, seine Monarchen und die ständisch gegliederte Gesellschaft als gottgewollte Ordnung. Der Schule als Bildungsinstanz wies er in diesem Geschichts- und Menschenbild die Aufgabe zu, diese Ordnung und die darin dem Individuum gegebenen Handlungsräume aufzuzeigen. Somit das Vertrauen der preußischen Obrigkeit genießend, betätigte sich Wilberg im Auftrag des Generalgouvernements Berg schon 1814, dann im Auftrag der Düsseldorfer Regierung, als Zensor von in Elberfeld erscheinenden Zeitungen, vor allem nach den Karlsbader Beschlüssen (1819).
1835 versuchte Wilberg in Elberfeld, das vom reformierten Bekenntnis beherrscht war, eine unierte Kirchengemeinde zu gründen. Im benachbarten Barmen war dies bereits 1822 geglückt, allerdings mit Unterstützung reicher Fabrikanten, vor allem der Familie Engels. In Elberfeld scheiterte der Versuch, hauptsächlich am Widerstand der reformierten Gemeinde.
1839 zog Wilberg nach Bonn, in eine Villa vor dem Koblenzer Tor, gegenüber dem Haus von Ernst Moritz Arndt. Dort starb er 1846 im Alter von 80 Jahren und wurde auf dem Alten Friedhof begraben.

## Werke (Auswahl)
- Lesebuch für Kinder, die gern verständiger und besser werden wollen. Hamm 1793.
- Einige Gedanken, den Schullehrern gewidmet. In: Der deutsche Schulfreund. Jahrgang 9 (1794), S. 38–40.
- Der Märkische Lehrer- und Kinderfreund. Ein Handbuch für Lehrer in Bürger- und Landschulen. 2 Bände, Dortmund 1795/96.
- Auszüge aus Tagebüchern einer Schule nebst Aufsätzen pädagogischen Inhalts. Ein Handbuch für Lehrer. 2 Bände, Elberfeld 1811/12.
- Der Schulmeister Lebrecht, wie er über sein Amt dachte und darin wirkte. Elberfeld 1820.
- Aufsätze über Unterricht und Erziehung für Lehrer und Eltern. 2 Bände, Essen 1824.
- Ueber das Armenwesen. Elberfeld 1834.
- Erinnerungen aus meinem Leben, nebst Bemerkungen über Erziehung, Unterricht und verwandte Gegenstände. Essen 1836.
- Gedanken und Urtheile des Vetters Christian über Leben und Wirken im Mittelstande. Nebst Mittheilungen aus seinem schriftlichen Vermächtnisse. Essen 1843.